# Sundarapandiam
Sundarapandiam è una suddivisione dell'India, classificata come town panchayat, di 8.547 abitanti, situata nel distretto di Virudhunagar, nello stato federato del Tamil Nadu. In base al numero di abitanti la città rientra nella classe V (da 5.000 a 9.999 persone).

## Geografia fisica
La città è situata a 09° 37' 15 N e 77° 40' 55 E.

## Società

### Evoluzione demografica
Al censimento del 2001 la popolazione di Sundarapandiam assommava a 8.547 persone, delle quali 4.270 maschi e 4.277 femmine. I bambini di età inferiore o uguale ai sei anni assommavano a 710, dei quali 357 maschi e 353 femmine. Infine, coloro che erano in grado di saper almeno leggere e scrivere erano 5.130, dei quali 3.036 maschi e 2.094 femmine.